# Platystele brenneri
Platystele brenneri är en orkidéart som beskrevs av Carlyle August Luer. Platystele brenneri ingår i släktet Platystele och familjen orkidéer. Inga underarter finns listade i Catalogue of Life.